# Villa Borghese
 Villa Borghese  és un gran parc enjardinat d'estil anglès naturalista situat a Roma. Conté diversos edificis, museus i atraccions com la Villa Borghese Pinciana, seu de la famosa Galeria Borghese, amb obres mestres de Caravaggio, Rafael i Bernini. És el segon parc públic més gran de la capital italiana, amb 80 hectàrees, després de la Villa Doria-Pamphili.

## Història
El 1605 el cardenal Scipione Borghese, net del papa Pau V i mecenes de Bernini, va començar a transformar aquesta zona, llavors conreada de vinyes sobre el turó del Pincio, al jardí més gran construït a la Roma antiga. Aquest lloc ha estat identificat com els  Giardini di Lucullo  dels temps de l'antic Imperi Romà.
Al segle xix gran part de la parcela va ser transformada en un jardí paisatgístic al gust anglès. El 1902, apressada per problemes econòmics, la família Borghese va segregar l'edifici principal, seu de la Galeria Borghese, i el va vendre amb el seu contingut a l'Estat italià. Els jardins van ser adquirits l'any següent per l'Ajuntament de Roma i oberts al públic el 12 de juliol de 1903.
El gran parc té 9 entrades. Les més freqüents són la de Porta Pinciana, la de Plaça d'Espanya, la de la  rampa del Pincio  des de la Piazza del Popolo, i l'entrada monumental de  Piazzale Flaminio .
Des de la muntanya Pincio, a la part sud, es poden veure algunes de les més espectaculars vistes de Roma.
La Vil·la en si, Villa Borghese Pinciana va ser construïda per l'arquitecte Flaminio Ponzio, que va desenvolupar els esquemes de Scipione Borghese. Avui és la seu de la Galeria Borghese. A la mort de Ponzio, els treballs van ser acabats pel flamenc Giovanni Vasanzio (el veritable nom era Jan Van Sant). L'edifici va ser destinat per Camillo Borghese a contenir les escultures de Bernini (entre elles el  David  i  Apolo i Daphne ) i d'Antonio Canova ( Paolina Borghese ). També els quadres de Tiziano, Rafael i de Caravaggio.
Contigua a Villa Borghese, al peu del turó, es troba Villa Giulia, construïda entre 1551 - 1555 com a residència estiuenca per al Papa Juli III. Actualment allotja el Museu Nacional Etrusc.
A l'interior del recinte dels jardins de Villa Borghese hi ha també Villa Mèdici, seu a Roma de l'Acadèmia Francesa. És una petita fortalesa que allotja la col·lecció de l'escultor Pietro Canonica.
Hi ha més edificis al  viale delle Belle Arti , construïts per a l'Exposició Universal de Roma, a 1911. La  Galleria Nazionale d'Arte Moderna  és el més destacat. Al seu interior també hi ha el zoològic de Roma, transformat recentment en  Bioparque , i la  Casa del cinema , situada a la  Casa de les roses .
Villa Borghese és seu el concurs hípic Piazza di Siena, que va tenir en 2006 la seva 74 a edició.
 Per a més informació, vegeu Villa Borghese Pinciana i Galeria Borghese .

## Els edificis

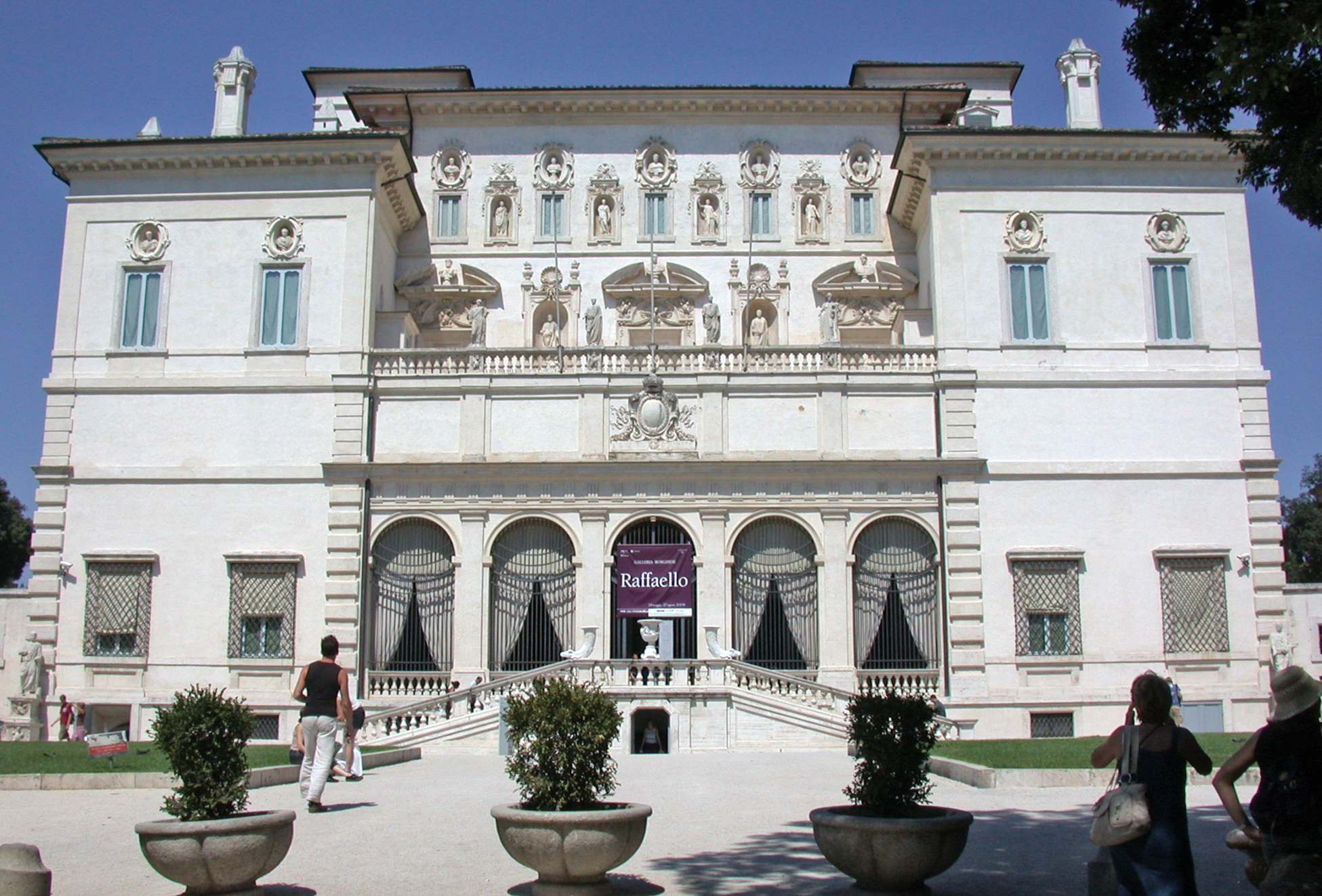
Façana de la Galeria Borghese.

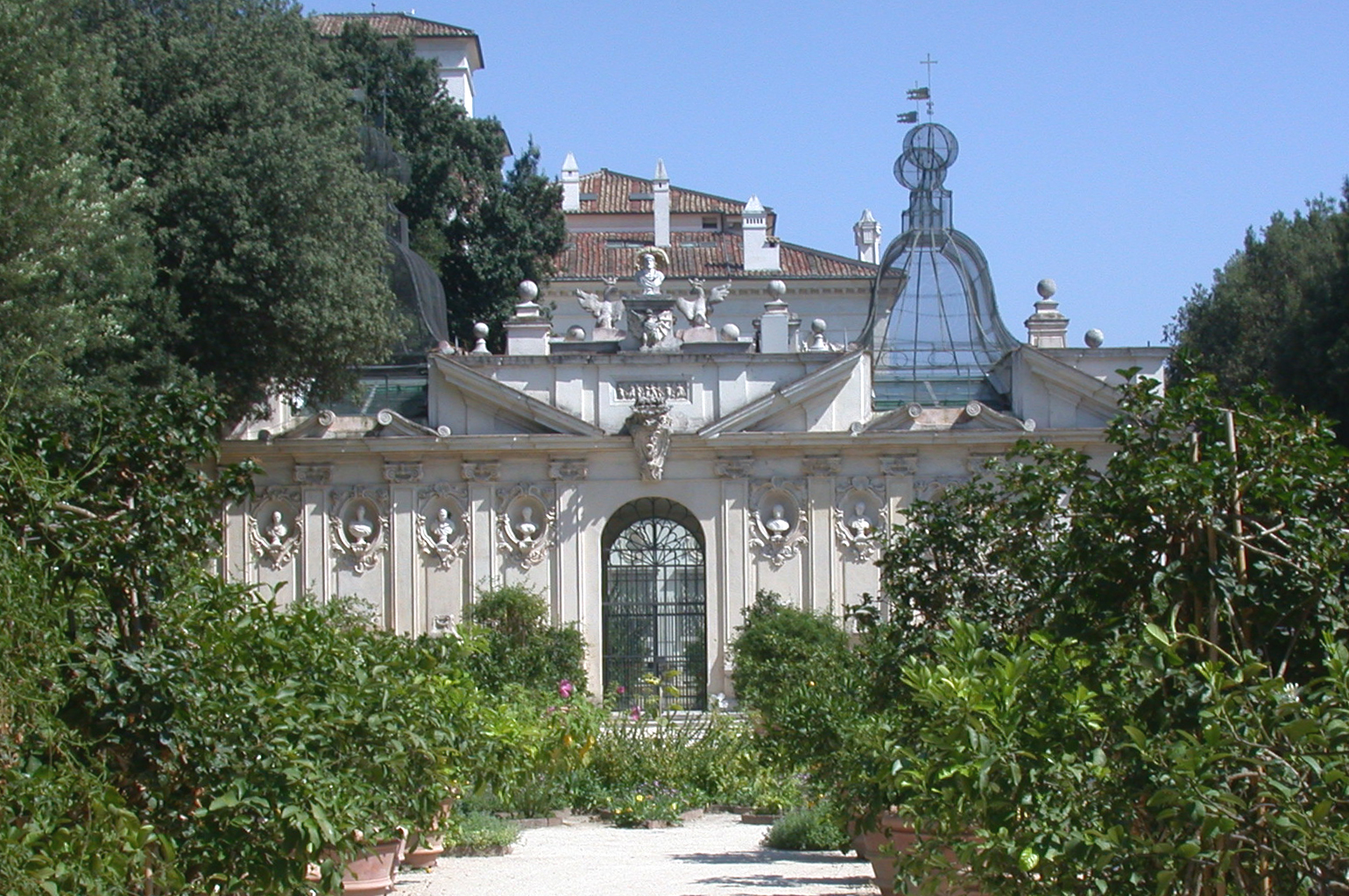
Jardí secret i Casino dell'Uccelliera.

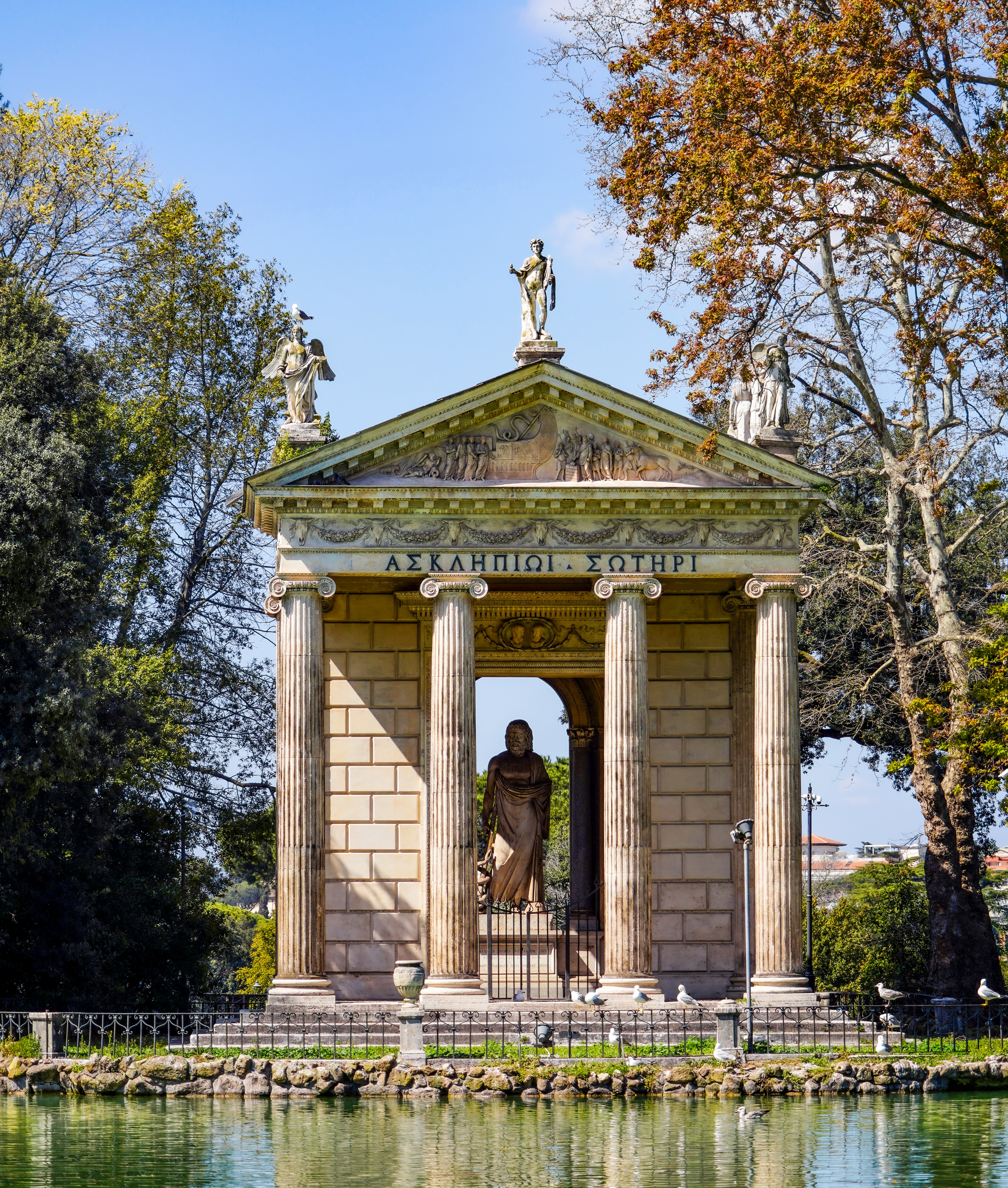
Jardí del llac amb temple d'Esculapi.

Villa Borghese conté molts edificis.
Els més importants són:
- Arance
- Casale Cenci-Giustiniani
- Casino del Graziano
- Casina delle Rose
- Casino dell'Orologio
- Casino Dette di Raffaello
- Casino Nobile (Galeria Borghese)
- Fortezzuola (Museu Pietro Canonica)
- Galoppatoio (Villetta Doria)
- Meridiana
- Uccello
- Villa Poniatowski

## Els jardins
- Giardino del Llac
- Giardino Piazzale Scipione Borghese
- Giardini Segreti
- Parco dei Daini
- Vall dei Platani

## Les fonts
- Fontana de l'Fiocco
- Fontana dei Cavalli Marini
- Fontana dei Pupazzi
- Fontane Fosc
- Mostra dell'Acqua Felice

## Decoració
- Hidrocronómetre de Giovanni Battista Embrieco
- Arco di Settimio Severo
- Grotta dei Vini
- Piazza di Siena
- Pòrtic dei Leoni
- Propilei Egizio
- Propilei Neoclassici
- Tempietto di Diana
- Tempio di Antoní i Faustina
- Tempio di Esculapi

## Museus
- Bioparc
- Galeria Borghese
- Galleria Nazionale d'Arte Moderna
- Museu Canonica
- Museu Cívic di Zoologia
- Museu Nazionale Etrusco di Villa Giulia